# Geografia de Madrid

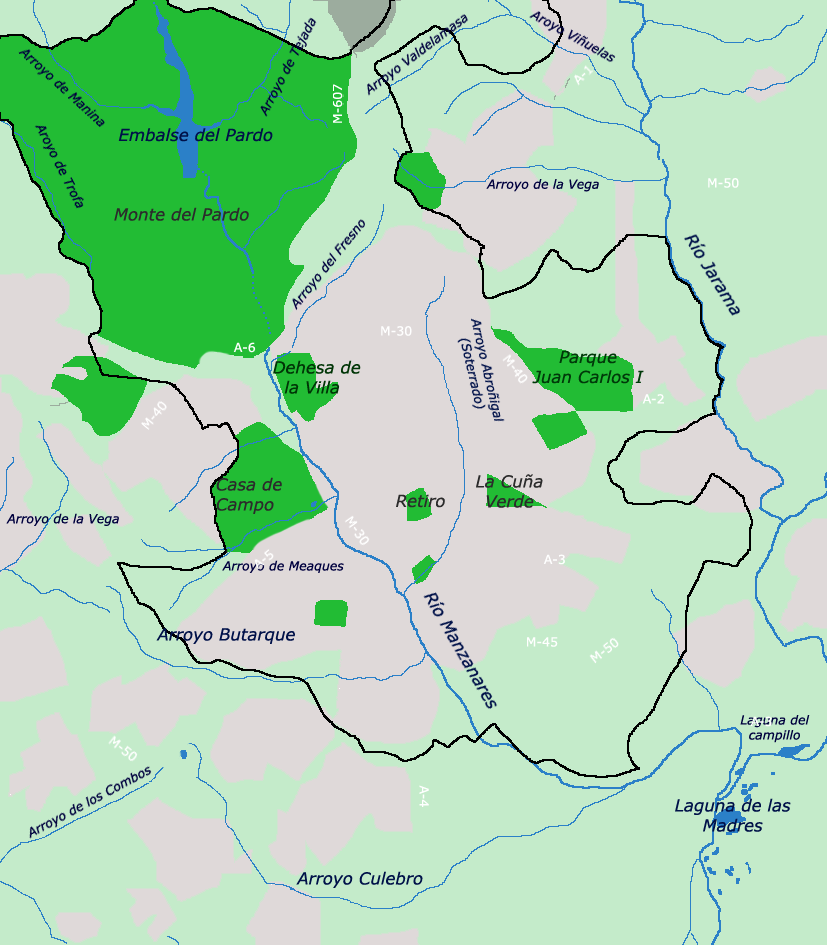
Mapa com os cursos de água da cidade de Madrid e arredores.

Madrid encontra-se na zona central da Península Ibérica, a poucos quilómetros a norte do Cerro de los Ángeles, centro geográfico desta. As coordenadas da cidade são 40°26′ N 3°41′ O, e a sua altura média acima do nível do mar é de 667 m; situa-se a poucos quilómetros da serra de Guadarrama e, hidrograficamente, encontra-se na bacia do rio Tejo.

## Hidrografia
O curso de água principal de Madrid é o Manzanares; entra no município através do Monte del Pardo alimentando a barragem com o mesmo nome; nele confluem também águas de algumas ribeiras como por exemplo a de Manina e a de Tejada.
Passado o percurso campestre do rio este entra na cidade, passa na ciudad universitaria, entrando depois nos terrenos da Casa de Campo, onde recebe as águas da ribeira de Meaques. O percurso do rio serve de fronteiras a muitos dos distritos da cidade. Entre os distritos de Arganzuela e Puente de Vallecas, recebe o caudal da ribeira de Abroñigal; também recebe as águas da ribeira de Butarque, no distrito de Villaverde. 
À saída da cidade, o rio entra no extremo oriental do município de Getafe, onde recebe as águas da ribeira de Culebro; pouco depois o rio desagua no rio Jarama.

## Clima
O clima de Madrid pode ser definido como mediterrâneo continental com um regime de chuvas estepário. Os invernos são frios com geadas frequentes e neve ocasional. Os verões são cálidos e secos com temperaturas máximas que muitas vezes superam os 35 °C. As precipitações são escassas, mas bem distribuídas em todo o ano. A temperatura média máxima anual é de 19,5 °C e a mínima anual de 9,5 °C. Janeiro é o mês mais frio com temperaturas que oscilam entre 2-10 °C e Julho o mais quente (18-32 °C). A quantidade média de chuva recolhida num ano é de 435 mm.

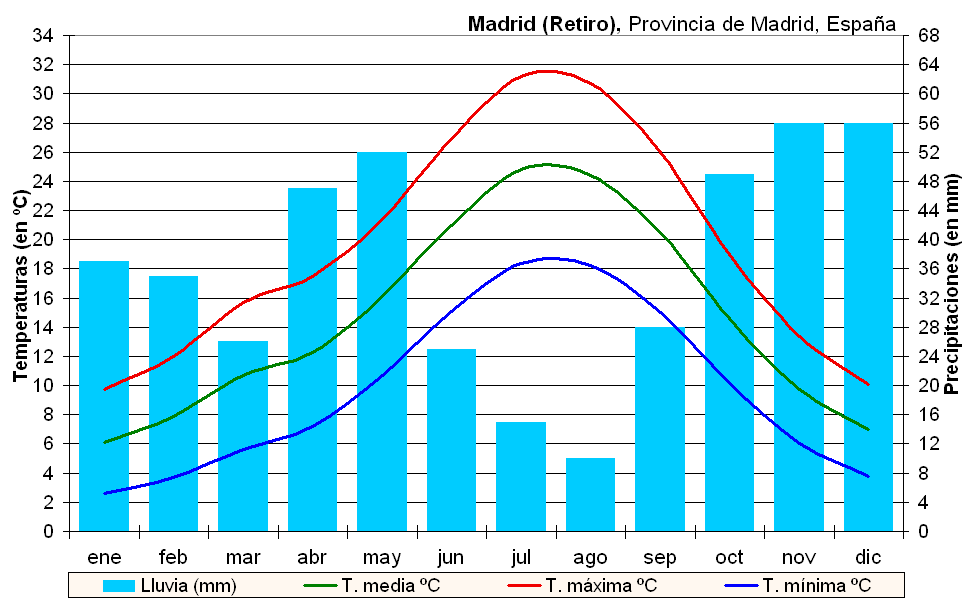
Climograma de Madrid (Retiro)

| Valores climáticos para Madrid (Parque do Retiro), Espanha         | Valores climáticos para Madrid (Parque do Retiro), Espanha | Valores climáticos para Madrid (Parque do Retiro), Espanha | Valores climáticos para Madrid (Parque do Retiro), Espanha | Valores climáticos para Madrid (Parque do Retiro), Espanha | Valores climáticos para Madrid (Parque do Retiro), Espanha | Valores climáticos para Madrid (Parque do Retiro), Espanha | Valores climáticos para Madrid (Parque do Retiro), Espanha | Valores climáticos para Madrid (Parque do Retiro), Espanha | Valores climáticos para Madrid (Parque do Retiro), Espanha | Valores climáticos para Madrid (Parque do Retiro), Espanha | Valores climáticos para Madrid (Parque do Retiro), Espanha | Valores climáticos para Madrid (Parque do Retiro), Espanha | Valores climáticos para Madrid (Parque do Retiro), Espanha |
| Mês                                                                | Jan                                                        | Fev                                                        | Mar                                                        | Abr                                                        | Mai                                                        | Jun                                                        | Jul                                                        | Ago                                                        | Set                                                        | Out                                                        | Nov                                                        | Dez                                                        | Ano                                                        |
| ------------------------------------------------------------------ | ---------------------------------------------------------- | ---------------------------------------------------------- | ---------------------------------------------------------- | ---------------------------------------------------------- | ---------------------------------------------------------- | ---------------------------------------------------------- | ---------------------------------------------------------- | ---------------------------------------------------------- | ---------------------------------------------------------- | ---------------------------------------------------------- | ---------------------------------------------------------- | ---------------------------------------------------------- | ---------------------------------------------------------- |
| Média da temperatura máxima °C (°F)                                | 9.7 (49)                                                   | 12.0 (54)                                                  | 15.7 (60)                                                  | 17.5 (64)                                                  | 21.4 (71)                                                  | 26.9 (80)                                                  | 31.2 (88)                                                  | 30.7 (87)                                                  | 26.0 (79)                                                  | 19.0 (66)                                                  | 13.4 (56)                                                  | 10.1 (50)                                                  | 19,4 (67)                                                  |
| Temperatura média diária °C (°F)                                   | 6.1 (43)                                                   | 7.9 (46)                                                   | 10.7 (51)                                                  | 12.3 (54)                                                  | 16.1 (61)                                                  | 21.0 (70)                                                  | 24.8 (77)                                                  | 24.4 (76)                                                  | 20.5 (69)                                                  | 14.6 (58)                                                  | 9.7 (49)                                                   | 7.0 (45)                                                   | 14,6 (58)                                                  |
| Média da temperatura mínima °C (°F)                                | 2.6 (37)                                                   | 3.7 (39)                                                   | 5.6 (42)                                                   | 7.2 (45)                                                   | 10.7 (51)                                                  | 15.1 (59)                                                  | 18.4 (65)                                                  | 18.2 (65)                                                  | 15.0 (59)                                                  | 10.2 (50)                                                  | 6.0 (43)                                                   | 3.8 (39)                                                   | 9,7 (49)                                                   |
| Precipitação mm (polegadas)                                        | 37 (1.46)                                                  | 35 (1.38)                                                  | 26 (1.02)                                                  | 47 (1.85)                                                  | 52 (2.05)                                                  | 25 (0.98)                                                  | 15 (0.59)                                                  | 10 (0.39)                                                  | 28 (1.1)                                                   | 49 (1.93)                                                  | 56 (2.2)                                                   | 56 (2.2)                                                   | 436 (17,17)                                                |
| Horas de luz solar                                                 | 148                                                        | 157                                                        | 214                                                        | 231                                                        | 272                                                        | 310                                                        | 359                                                        | 335                                                        | 261                                                        | 198                                                        | 157                                                        | 124                                                        | 2 769                                                      |
| HumidadePT ou UmidadePB                                            | 71                                                         | 65                                                         | 54                                                         | 55                                                         | 54                                                         | 46                                                         | 39                                                         | 41                                                         | 50                                                         | 64                                                         | 70                                                         | 74                                                         | 57                                                         |
| Número médio de dias de chuva                                      | 6                                                          | 6                                                          | 5                                                          | 7                                                          | 8                                                          | 4                                                          | 2                                                          | 2                                                          | 3                                                          | 6                                                          | 6                                                          | 7                                                          | 62                                                         |
| Número médio de dias de neve                                       | 1                                                          | 1                                                          | 0                                                          | 0                                                          | 0                                                          | 0                                                          | 0                                                          | 0                                                          | 0                                                          | 0                                                          | 0                                                          | 1                                                          | 3                                                          |
| Fonte: Agencia Estatal de Meteorología (AEMET) 16 de abril de 2010 |                                                            |                                                            |                                                            |                                                            |                                                            |                                                            |                                                            |                                                            |                                                            |                                                            |                                                            |                                                            |                                                            |

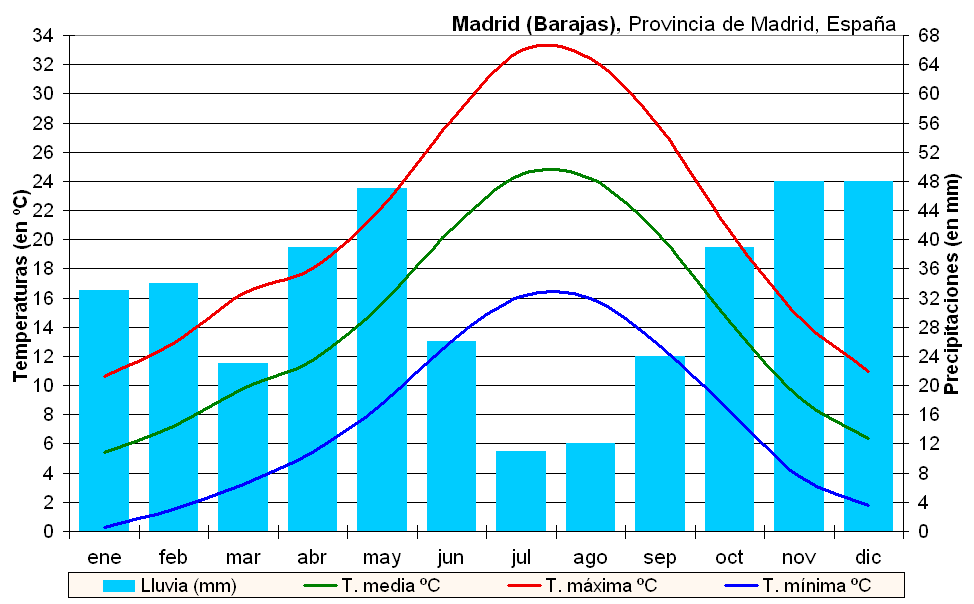
Climograma de Madrid (Barajas)

| Valores climáticos para Madrid (Aeroporto de Barajas), Espanha     | Valores climáticos para Madrid (Aeroporto de Barajas), Espanha | Valores climáticos para Madrid (Aeroporto de Barajas), Espanha | Valores climáticos para Madrid (Aeroporto de Barajas), Espanha | Valores climáticos para Madrid (Aeroporto de Barajas), Espanha | Valores climáticos para Madrid (Aeroporto de Barajas), Espanha | Valores climáticos para Madrid (Aeroporto de Barajas), Espanha | Valores climáticos para Madrid (Aeroporto de Barajas), Espanha | Valores climáticos para Madrid (Aeroporto de Barajas), Espanha | Valores climáticos para Madrid (Aeroporto de Barajas), Espanha | Valores climáticos para Madrid (Aeroporto de Barajas), Espanha | Valores climáticos para Madrid (Aeroporto de Barajas), Espanha | Valores climáticos para Madrid (Aeroporto de Barajas), Espanha | Valores climáticos para Madrid (Aeroporto de Barajas), Espanha |
| Mês                                                                | Jan                                                            | Fev                                                            | Mar                                                            | Abr                                                            | Mai                                                            | Jun                                                            | Jul                                                            | Ago                                                            | Set                                                            | Out                                                            | Nov                                                            | Dez                                                            | Ano                                                            |
| ------------------------------------------------------------------ | -------------------------------------------------------------- | -------------------------------------------------------------- | -------------------------------------------------------------- | -------------------------------------------------------------- | -------------------------------------------------------------- | -------------------------------------------------------------- | -------------------------------------------------------------- | -------------------------------------------------------------- | -------------------------------------------------------------- | -------------------------------------------------------------- | -------------------------------------------------------------- | -------------------------------------------------------------- | -------------------------------------------------------------- |
| Média da temperatura máxima °C (°F)                                | 10.6 (51)                                                      | 12.9 (55)                                                      | 16.3 (61)                                                      | 18.0 (64)                                                      | 22.3 (72)                                                      | 28.2 (83)                                                      | 33.0 (91)                                                      | 32.4 (90)                                                      | 27.6 (82)                                                      | 20.6 (69)                                                      | 14.7 (58)                                                      | 11.0 (52)                                                      | 20,6 (69)                                                      |
| Temperatura média diária °C (°F)                                   | 5.4 (42)                                                       | 7.2 (45)                                                       | 9.8 (50)                                                       | 11.7 (53)                                                      | 15.6 (60)                                                      | 20.7 (69)                                                      | 24.5 (76)                                                      | 24.2 (76)                                                      | 20.2 (68)                                                      | 14.4 (58)                                                      | 9.2 (49)                                                       | 6.4 (44)                                                       | 14,1 (57)                                                      |
| Média da temperatura mínima °C (°F)                                | 0.3 (33)                                                       | 1.5 (35)                                                       | 3.2 (38)                                                       | 5.4 (42)                                                       | 8.8 (48)                                                       | 13.0 (55)                                                      | 16.1 (61)                                                      | 16.0 (61)                                                      | 12.7 (55)                                                      | 8.3 (47)                                                       | 3.8 (39)                                                       | 1.8 (35)                                                       | 7,6 (46)                                                       |
| Precipitação mm (polegadas)                                        | 33 (1.3)                                                       | 34 (1.34)                                                      | 23 (0.91)                                                      | 39 (1.54)                                                      | 47 (1.85)                                                      | 26 (1.02)                                                      | 11 (0.43)                                                      | 12 (0.47)                                                      | 24 (0.94)                                                      | 39 (1.54)                                                      | 48 (1.89)                                                      | 48 (1.89)                                                      | 386 (15,2)                                                     |
| Horas de luz solar                                                 | 140                                                            | 164                                                            | 221                                                            | 219                                                            | 256                                                            | 299                                                            | 344                                                            | 328                                                            | 252                                                            | 198                                                            | 155                                                            | 115                                                            | 2 658                                                          |
| HumidadePT ou UmidadePB                                            | 75                                                             | 68                                                             | 59                                                             | 58                                                             | 56                                                             | 47                                                             | 40                                                             | 41                                                             | 51                                                             | 64                                                             | 73                                                             | 77                                                             | 59                                                             |
| Número médio de dias de chuva                                      | 6                                                              | 5                                                              | 4                                                              | 6                                                              | 7                                                              | 4                                                              | 2                                                              | 2                                                              | 3                                                              | 6                                                              | 6                                                              | 7                                                              | 58                                                             |
| Número médio de dias de neve                                       | 1                                                              | 1                                                              | 0                                                              | 0                                                              | 0                                                              | 0                                                              | 0                                                              | 0                                                              | 0                                                              | 0                                                              | 0                                                              | 1                                                              | 3                                                              |
| Fonte: Agencia Estatal de Meteorología (AEMET) 16 de abril de 2010 |                                                                |                                                                |                                                                |                                                                |                                                                |                                                                |                                                                |                                                                |                                                                |                                                                |                                                                |                                                                |                                                                |

| Valores climáticos para Madrid (Aeródromo de Quatro Ventos), Espanha | Valores climáticos para Madrid (Aeródromo de Quatro Ventos), Espanha | Valores climáticos para Madrid (Aeródromo de Quatro Ventos), Espanha | Valores climáticos para Madrid (Aeródromo de Quatro Ventos), Espanha | Valores climáticos para Madrid (Aeródromo de Quatro Ventos), Espanha | Valores climáticos para Madrid (Aeródromo de Quatro Ventos), Espanha | Valores climáticos para Madrid (Aeródromo de Quatro Ventos), Espanha | Valores climáticos para Madrid (Aeródromo de Quatro Ventos), Espanha | Valores climáticos para Madrid (Aeródromo de Quatro Ventos), Espanha | Valores climáticos para Madrid (Aeródromo de Quatro Ventos), Espanha | Valores climáticos para Madrid (Aeródromo de Quatro Ventos), Espanha | Valores climáticos para Madrid (Aeródromo de Quatro Ventos), Espanha | Valores climáticos para Madrid (Aeródromo de Quatro Ventos), Espanha | Valores climáticos para Madrid (Aeródromo de Quatro Ventos), Espanha |
| Mês                                                                  | Jan                                                                  | Fev                                                                  | Mar                                                                  | Abr                                                                  | Mai                                                                  | Jun                                                                  | Jul                                                                  | Ago                                                                  | Set                                                                  | Out                                                                  | Nov                                                                  | Dez                                                                  | Ano                                                                  |
| -------------------------------------------------------------------- | -------------------------------------------------------------------- | -------------------------------------------------------------------- | -------------------------------------------------------------------- | -------------------------------------------------------------------- | -------------------------------------------------------------------- | -------------------------------------------------------------------- | -------------------------------------------------------------------- | -------------------------------------------------------------------- | -------------------------------------------------------------------- | -------------------------------------------------------------------- | -------------------------------------------------------------------- | -------------------------------------------------------------------- | -------------------------------------------------------------------- |
| Média da temperatura máxima °C (°F)                                  | 10.1 (50)                                                            | 12.4 (54)                                                            | 15.8 (60)                                                            | 17.5 (64)                                                            | 21.8 (71)                                                            | 27.7 (82)                                                            | 32.1 (90)                                                            | 31.7 (89)                                                            | 26.9 (80)                                                            | 19.9 (68)                                                            | 14.1 (57)                                                            | 10.6 (51)                                                            | 20,0 (68)                                                            |
| Temperatura média diária °C (°F)                                     | 5.8 (42)                                                             | 7.5 (46)                                                             | 10.1 (50)                                                            | 11.8 (53)                                                            | 15.8 (60)                                                            | 21.0 (70)                                                            | 24.9 (77)                                                            | 24.5 (76)                                                            | 20.5 (69)                                                            | 14.6 (58)                                                            | 9.5 (49)                                                             | 6.7 (44)                                                             | 14,4 (58)                                                            |
| Média da temperatura mínima °C (°F)                                  | 1.4 (35)                                                             | 2.7 (37)                                                             | 4.4 (40)                                                             | 6.2 (43)                                                             | 9.8 (50)                                                             | 14.2 (58)                                                            | 17.6 (64)                                                            | 17.3 (63)                                                            | 14.0 (57)                                                            | 9.2 (49)                                                             | 4.9 (41)                                                             | 2.7 (37)                                                             | 8,7 (48)                                                             |
| Precipitação mm (polegadas)                                          | 40 (1.57)                                                            | 36 (1.42)                                                            | 26 (1.02)                                                            | 48 (1.89)                                                            | 54 (2.13)                                                            | 28 (1.1)                                                             | 17 (0.67)                                                            | 14 (0.55)                                                            | 27 (1.06)                                                            | 48 (1.89)                                                            | 54 (2.13)                                                            | 58 (2.28)                                                            | 449 (17,68)                                                          |
| Horas de luz solar                                                   | 156                                                                  | 168                                                                  | 211                                                                  | 223                                                                  | 270                                                                  | 293                                                                  | 346                                                                  | 332                                                                  | 238                                                                  | 205                                                                  | 163                                                                  | 127                                                                  | 2 733                                                                |
| HumidadePT ou UmidadePB                                              | 75                                                                   | 69                                                                   | 58                                                                   | 58                                                                   | 55                                                                   | 47                                                                   | 40                                                                   | 41                                                                   | 51                                                                   | 65                                                                   | 73                                                                   | 78                                                                   | 59                                                                   |
| Número médio de dias de chuva                                        | 6                                                                    | 6                                                                    | 5                                                                    | 7                                                                    | 8                                                                    | 4                                                                    | 2                                                                    | 2                                                                    | 3                                                                    | 6                                                                    | 7                                                                    | 7                                                                    | 63                                                                   |
| Número médio de dias de neve                                         | 1                                                                    | 1                                                                    | 0                                                                    | 0                                                                    | 0                                                                    | 0                                                                    | 0                                                                    | 0                                                                    | 0                                                                    | 0                                                                    | 0                                                                    | 1                                                                    | 3                                                                    |
| Fonte: Agencia Estatal de Meteorología (AEMET) 17 de abril de 2010   |                                                                      |                                                                      |                                                                      |                                                                      |                                                                      |                                                                      |                                                                      |                                                                      |                                                                      |                                                                      |                                                                      |                                                                      |                                                                      |